# Mixaleyrodes polypodicola
Mixaleyrodes polypodicola là một loài côn trùng cánh nửa trong họ Aleyrodidae, phân họ Aleyrodinae.
Mixaleyrodes polypodicola được Takahashi miêu tả khoa học đầu tiên năm 1963.